# Мері Дейлі
Мері Дейлі (англ. Mary Daly; 16 жовтня 1928, Скенектаді, Нью-Йорк, США — 3 січня 2010, Гарднер, Массачусетс, США) — американська радикальна феміністка, філософ і теологиня, «радикальна лесбійська феміністка» за власним визначенням, борчиня за права тварин. 33 роки викладала в Бостонському коледжі теологію, феміністську етику та патріархат. Авторка книг «Гін/екологія: Метаетика радикального фемінізму» (англ. Gyn/Ecology: The Metaethics of Radical Feminism, 1978) та «По той бік Бога-Отця» (англ. Beyond God the Father, 1973).

## Життєпис
Народилася в Скенектаді 1928 року. Була єдиною дитиною в родині ірландських католиків — домогосподарки та комівояжера. Виховувалася в католицький сім'ї та відвідувала католицькі школи. У ранньому дитинстві переживала присутність божественності в природі, тому зацікавилась теологією.
Перед здобуттям двох докторських ступенів з теології та філософії у Фрібурзькому університеті в Швейцарії здобула ступінь бакалавра мистецтв з англійської мови в Коледжі Сент-Роуз, ступінь магістра мистецтв з англійської мови в Католицькому університеті Америки і ступінь доктора релігії в Коледжі Святої Марії.
Мері Дейлі протестувала проти вступної промови Кондолізи Райс у Бостонському коледжі по всій країні та за її межами.

### Викладання
Мері Дейлі викладала в Бостонському коледжі від 1967 до 1999 року на курсах з теології, феміністської етики і патріархату. Організація керувалася єзуїтами.
Вперше отримала погрози звільненням після публікації першої книги «Церква і друга стать» (англ. The Church and the Second Sex (1968)). Але завдяки підтримці студентського корпусу і широкої громадськості в підсумку отримала постійний викладацький контракт.
1989 року стала членом Жіночого інституту свободи преси.
З поглибленням феміністського підходу до викладання Дейлі прийшла до висновку, що присутність студентів чоловічої статі перешкоджає обговоренням на заняттях просунутих жіночих освітніх груп з феміністичних дисциплін. Продовжуючи навчати студентів-чоловіків на своєму базовому курсі, Дейлі навчала охочих пройти поглиблений курс у приватному порядку. У Коледжі домоглися визнання її дій порушенням розділу IX федерального закону США та застосували дисциплінарні стягнення. Дейлі продовжувала викладання в жіночих групах, тож 1998 року до коледжу подали скаргу про дискримінацію двох студентів-чоловіків. Після однієї з чергових доган Дейлі не прийшла на заняття. Коледж відсторонив її від посади, пославшись на усну згоду піти на пенсію. Дейлі подала цивільний позов проти коледжу за звільнення без процедури, належної штатному викладачеві, але його відхилили. Врешті у 1999 році Дейлі вийшла на пенсію після 33 років викладацької діяльності (коледж стверджує, що вона погодилася піти, інші стверджують, що її змусили).  В інтерв'ю 1999 журналу «Що таке просвітлення?» Дейлі сказала: «Я не думаю про чоловіків. Мене турбують можливості жінок, принижених за патріархату». Скандал зі звільненням Дейлі описала в книзі 2006 року «Амазонка Грейс: згадуючи відвагу грішити по-великому» (англ. Amazon Grace: Recalling the Courage to Sin Big).

## Діяльність і твори
У книзі «Церква та друга стать» (англ. The Church and the second sex, 1968) Мері Дейлі стверджувала, що релігія та ґендерна рівність не є взаємозаперечними. У своїх ранніх роботах вона прагнула змінити релігію та створити рівне місце для жінок у католицтві, дорікаючи церкві за несправедливість та наполягаючи на змінах. Вона підкреслювала утиск жінок організованими релігіями (в яких системи вірувань і ритуали систематично організовані та формально встановлені, зазвичай характеризується офіційною доктриною (догмою), ієрархічною або бюрократичною структурою керівництва та кодифікацією правил і практик). Католицьку церкву вважала корумпованою в корені. У книзі «По той бік Бога-Отця» Дейлі писала: «Прохання жінки про рівність у церкві було б порівнянною з вимогою чорношкірої людини про рівність у Ку-клукс-клані».
У другій своїй книзі «По той бік Бога-Отця» (англ. Beyond God the Father, 1973), що зробила її відомою, Дейлі розглядає Бога як незалежний самостійний об'єкт. Вона виклала власну систематичну теологію, намагаючись пояснити та подолати андроцентризм у західній релігії, реабілітувати «розмови про Бога» для жіночого визвольного руху, спираючись на праці Мартіна Бубера і Пауля Тілліха. Тут рівність обстоюється більше з погляду статевих відмінностей, ніж у першій роботі.
Зрештою Дейлі відмовилася від теології, усвідомивши її безнадійно патріархальною, і звернулась до феміністичної філософії. Але і після релігійних досліджень Дейлі її ідеї продовжили надихати багатьох сучасниць і сучасників.
У книзі «Гін/екологія: Метаетика радикального фемінізму» (англ. Gyn/Ecology: The Metaethics of Radical Feminism, 1978), одній зі знакових праць феміністичної теорії, Дейлі ілюструє чоловіче прагнення пригнічувати жінок протягом усієї історії патріархату реальними практиками його увічнення, і називає патріархат релігією. Дейлі описала побудовану чоловіками культуру з її війнами і екологічним хижацтвом як прямолінійну, порочну протилежність жіночої природи; кінцевою метою чоловіків є смерть як жінок, так і природи. Смертоносній силі чоловіків протиставила животворну силу жінок, яку пов'язувала з «жіночою енергією». За словами Люсі Саргіссон, «вона шукає справжнє, дике жіноче „я“, яке, на її думку, дрімає в жінках, тимчасово втихомирене патріархальним ладом». Критикувала і ліберально-феміністичну концепцію «рівних прав» як таку, що служить для відвернення жінок від радикальної мети зміни або скасування патріархату в цілому, спрямовуючи їх досягати реформ у рамках чинної системи, котрі роблять жінок вразливими. Ця концепція, за Дейлі, звільняє жінок від феміністської думки, заохочуючи їх асимілюватись до чоловічого домінування.
Дейлі виступала консультанткою при написанні дисертації Дженіс Реймонд «Імперія транссексуалів», опубліковану в 1979. Ця критика трансгендерного руху включена в «Гін/екологію»: «Транссексуалізм є прикладом чоловічого хірургічного втручання, яке вдирається в жіночий світ із замінниками. Транссексуалізм... є спробою перетворити чоловіків на жінок, у той час, як насправді жоден чоловік не може прийняти жіночі хромосоми та історію життя й досвід. Хірурги та гормонотерапевти... виробляють жінкоподібних людей. Вони не можуть виготовляти жінок».
«Чисте бажання: елементарна феміністська філософія» (англ. Pure Lust: Elemental Feminist Philosophy, 1984) та «Перший новий міжгалактичний зловник англійської мови Вебстера» (англ. Websters' First New Intergalactic Wickedary of the English Language, 1987) представляють і досліджують альтернативну мову для пояснення процесу екзорцизму і екстазу. У Зловнику розглянуто ярлики, які патріархальне суспільство накладає на жінок для відтворення патріархату. Зловник доступний онлайн у вигляді вебсайту.
Діяльність Мері Дейлі продовжує впливати на фемінізм і феміністську теологію, і на розвиток концепції біофілії як альтернативи та виклику соціальної некрофілії. Вона була вегетаріанкою і борчинею за права тварин, виступала проти дослідів над тваринами і носіння хутра.
Після смерті роботи Мері Дейлі включено до Колекції жіночої історії Софії Сміт у коледжі Сміт.